# Sas vélo

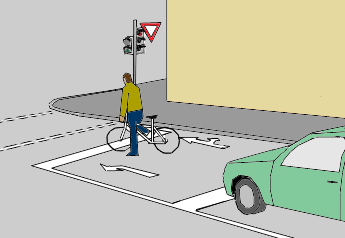
Représentation schématique d'un sas vélo.

Un sas cyclable, ou sas vélo est un espace réservé dans un carrefour à feux tricolores à des usagers vulnérables, en particulier les cyclistes, entre deux lignes distinctes, la première étant au niveau des feux et la deuxième en amont marquant la ligne d'arrêt des automobiles. Il permet aux cyclistes de se placer du côté de la chaussée vers lequel ils vont tourner et bien en vue devant les véhicules motorisés pour démarrer en toute sécurité. Il évite en particulier qu'un vélo reste caché dans l'angle mort d'un poids lourd.
À la manière des « zones tampon de sécurité » ou « lignes d’effet de passage piéton » , les sas vélos procurent également aux piétons une meilleure sécurité en constituant une zone tampon entre le point d'arrêt des véhicules motorisés et le passage piéton.

## Description

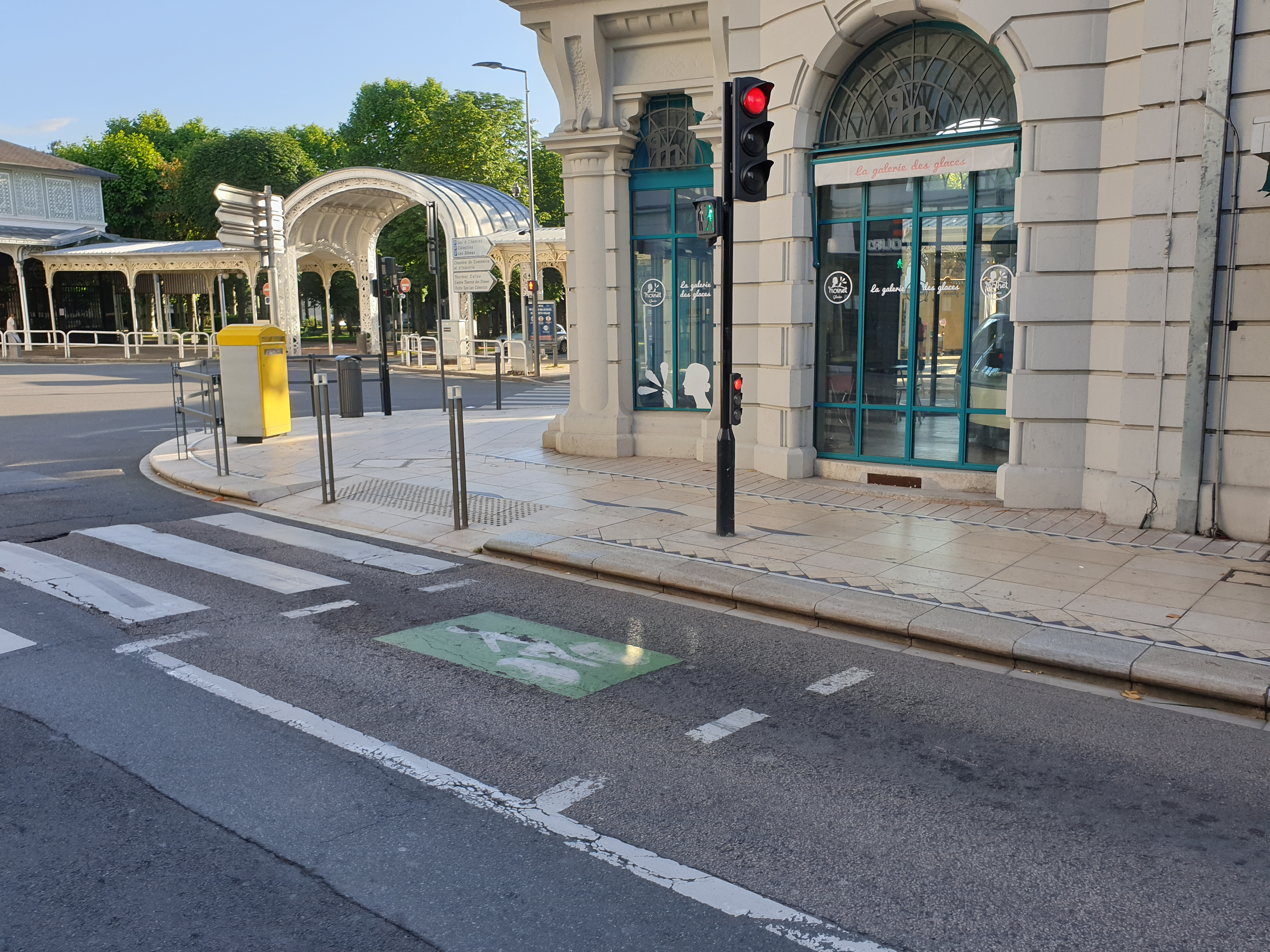
Un sas vélo, rue Georges Clemenceau à Vichy.

Ce sas est généralement matérialisé par un pictogramme « vélo » peint dans l'espace de quelques mètres (de deux à cinq) entre la ligne d'arrêt des véhicules et le passage piéton à un carrefour à feux tricolores. Un feu spécifique aux vélos peut également marquer la limite avant du sas, le feu pour les autres véhicules étant alors à l'arrière du sas. La synchronisation des deux feux peut alors être réglée de telle sorte que les cyclistes disposent d'un temps d'avance sur les autres véhicules pour démarrer.
Bien que ne concernant pas à l'origine uniquement les vélos, le terme "sas vélo" ou "sas à vélo" a été popularisé en français, à la différence de la langue l'anglais où le terme "ligne de stop avancé" ("Advanced Stop Line", ASL) sera préféré.
Quelques rares pays ou villes utilisent des lignes de stop avancé pour d'autres catégories de véhicules. Les motocyclettes ont ainsi des "sas moto" à certains endroits en Espagne (Barcelone et Madrid), Indonésie, Taïwan, Malaisie (Kuala Lumpur), et des tests ont été menés au Royaume-Uni.

## Utilité
Le sas vélo a des intérêts multiples et permet de résoudre partiellement certains problèmes rencontrés par les cyclistes et piétons :
- il rend les cyclistes plus visibles en les plaçant devant les autres usagers, évitant ainsi les problèmes liés à l'angle mort des gros véhicules ;
- il réduit les dangers liés au démarrage après passage du feu au vert, en donnant une avance spatiale aux cyclistes, limitant en particulier la possibilité de dépassement sauvage ;
- il permet aux cyclistes souhaitant changer de direction — tourner à gauche — de se positionner sans risque sur le côté gauche de la chaussée, ce qui est autrement très dangereux voire impossible en l'absence de sas vélo ;
- il évite aux cyclistes de respirer directement les gaz d'échappement des véhicules à l'arrêt et au démarrage ;
- il améliore la sécurité des piétons qui, grâce à une plus grande distance, sont eux aussi mieux visibles par les conducteurs[4]. Il évite ainsi les problèmes liés à l'angle mort des gros véhicules.

## En France
En France, les sas vélo sont institués par l'article R415-15 alinéa 2 du code de la route, qui n'utilise pas de terme particulier autre que « deux lignes d'arrêt distinctes, l'une pour les cycles, l'autre pour les autres catégories de véhicules ».
L'article R412-30 punit le fait de franchir sa ligne d'arrêt au feu rouge, donc l'arrêt de tout véhicule hors vélos dans le sas vélo, d'une amende forfaitaire de 135 euros et d'un retrait de 4 points du permis de conduire.
Au même titre que l'engagement et l'immobilisation dans un carrefour encombré puni par le même article, le fait de s'engager au feu vert et de s'immobiliser dans un sas vélo est puni par l'article R415-2 d'une amende forfaitaire de 35 euros.

### Historique
Les sas vélo sont apparus en France en 1998. Ils concernaient initialement les vélos et cyclomoteurs.
En 2016, les cyclomoteurs sont exclus, sauf dérogation accordée par l'« autorité investie du pouvoir de police de la circulation » (articles R415-2 et R415-15 ).
En 2019, les engins de déplacement personnel motorisé (constitués principalement des trottinettes électriques), nouvellement introduits dans la liste des véhicules reconnus par le code de la route, sont ajoutés aux véhicules autorisés à accéder au sas vélo. Les cyclomobiles légers (véhicules à deux roues de moins de 30 kg dotés d'un moteur électrique inférieur ou égal à 350 W et ne dépassant pas 25 km/h, construits pour une seule personne : trottinette avec siège, vélo avec poignée d’accélérateur, draisienne) y sont autorisés depuis 2022.

### Respect de la réglementation

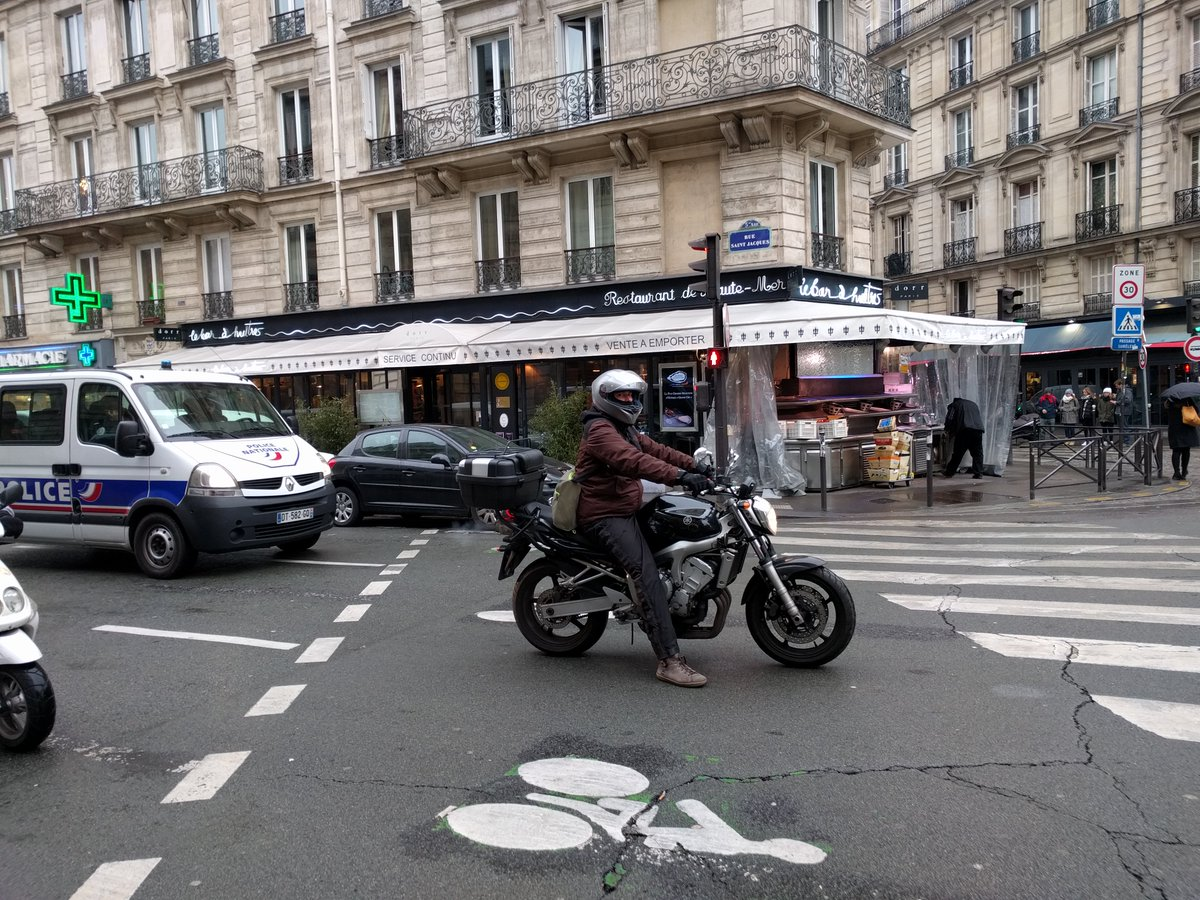
En France, les sas vélos sont régulièrement occupés par des deux-roues motorisés et automobiles.
Ici à Paris, rue Saint Jacques, en 2018.

On constate qu'en France, les sas à vélos sont peu respectés par les automobilistes et surtout par les cyclomotoristes et motards,. Une campagne d'observation menée à Nantes en 2014 par le CEREMA (ex-CERTU) montre que 51 % des automobilistes (mais 35 % en présence des forces de l’ordre), 80 % des motocyclistes et 93 % des cyclomotoristes ne respectent pas le sas vélo.
Pour remédier à cela, le CEREMA recommande de renforcer le marquage au sol par l'utilisation de couleur, d'installer des feux décalés pour les cyclistes, d'améliorer la communication à destination des automobilistes.
Depuis le 31 décembre 2016, le non-respect des sas vélos est verbalisable sur la base de vidéos ou de radars.
En 2017, un radar expérimental unique est installé à Nantes, qui détecte les autos et motos stationnés sur un sas à vélos. Il s'agit d'une première en France et aucune verbalisation n'est envisagée, les autorités préférant « faire de la pédagogie ».
À Paris, des opérations de sensibilisation ont été menées par les agents de surveillance de la ville pendant l'été 2018. À partir de septembre 2018, les contrevenants sont verbalisés.

## Ligne d'arrêt de feu
Le balisage des lignes d'effet de feu (donc aussi de celui des sas vélo) est réglementairement en France une ligne discontinue de 15 cm de large. Les autres pays utilisent des lignes continues de 50 ou 60 cm de large et sont beaucoup plus respectées, ce qui a été confirmé en France par une expérimentation à Rennes.

## Répétiteurs de feu
La présence quasi-systématique en France de répétiteurs de feux de 90 mm en position basse est un facteur incitant les automobilistes à se rapprocher des feux.

## Autres pays

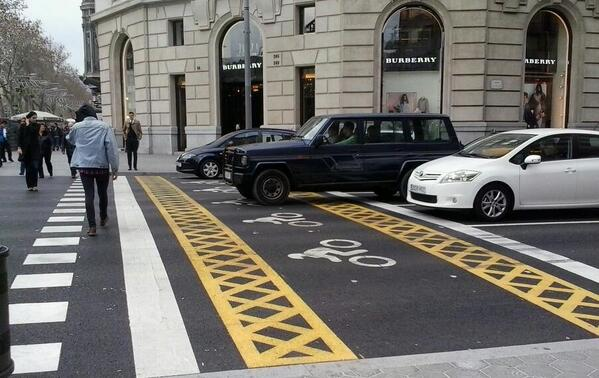
À Barcelone (Espagne).
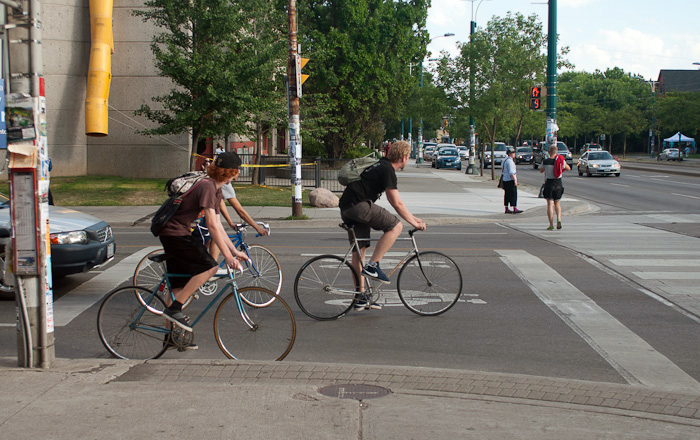
À Toronto (Canada).
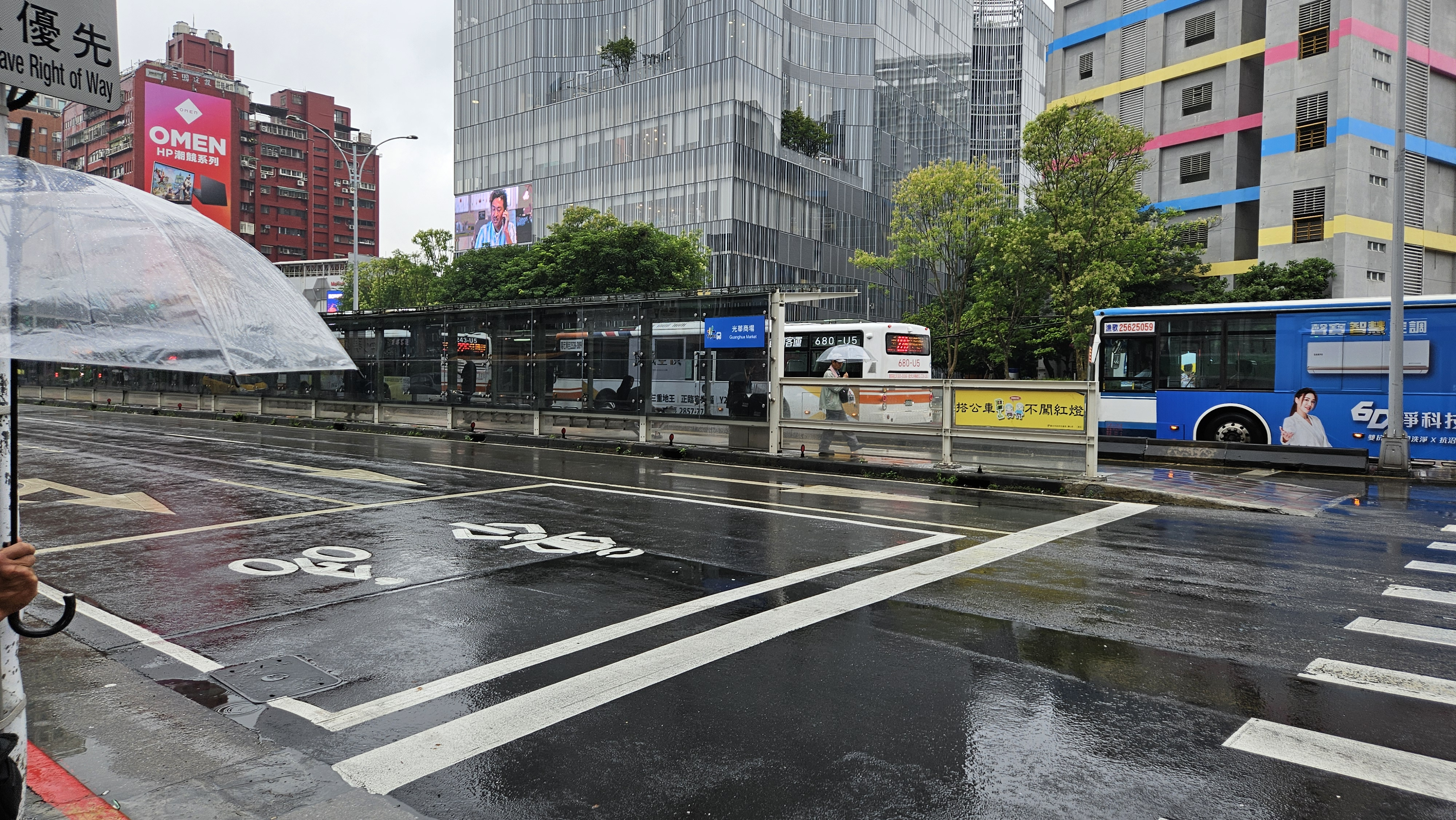
À Taipei (Taiwan).
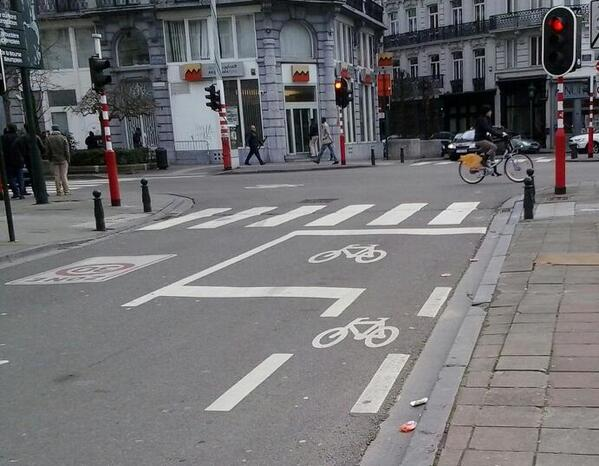
À Bruxelles (Belgique).